# Cédric Mongongu
Cédric Mongongu est un footballeur international congolais né le 22 juin 1989 à Kinshasa qui évolue au poste de défenseur central.

## Biographie

### AS Monaco
Arrivé très tôt en France depuis le Zaïre, Mongongu est de nationalité congolaise. Passionné de football, il commence à y jouer au club de la Garenne-Colombes (Hauts-de-Seine) avant de rejoindre le Racing club de France à 13 ans et enfin le centre de formation de l'AS Monaco en 2005 puis de faire ses premières apparitions en L1 en 2007. Déjà titulaire de sa sélection en défense centrale, il a notamment affronté la France A' lors d'un match amical en Espagne. À Monaco, il n'est pas encore fixé à un poste précis. Souvent utilisé au milieu de terrain, Ricardo commence à l'utiliser en défense pour sa précieuse qualité de relance. Il est aussi utilisé comme arrière droit, en alternance avec François Modesto, où il se montre bien moins à l'aise qu'en défense centrale.
Pour pallier les blessures, il fait quelques apparitions satisfaisantes en défense centrale. Mongongu s'impose finalement en défense centrale, formant avec Nicolas N'Koulou l'une des charnières centrales les plus prometteuses d'Europe.
À l'aube de la saison 2009-2010, Cédric conserve la confiance du nouvel entraîneur de l'ASM qui l'associe à Sébastien Puygrenier en défense centrale. Il signe un premier contrat professionnel de 3 ans. Il dispute 33 matches de Ligue 1 dans la saison qui le voit éclore. Très rassurant et bon relanceur, il écœure les attaquants adverses. Son meilleur match fut certainement celui contre l'Olympique de Marseille au Vélodrome. Ses très bonnes performances lui ont valu d'être sur les tablettes de clubs prestigieux dont l'AC Milan.
Il choisit finalement de poursuivre l'aventure monégasque. Il est titulaire pour le premier match de la saison 2010-2011 à Lyon mais perd sa place par la suite en raison de ses blessures et de son comportement.

### Evian Thonon Gaillard
À la suite de la relégation du club monégasque en Ligue 2, il décide de partir et s'engage pour quatre ans avec Évian Thonon Gaillard. Blessé, il ne commence à jouer qu'en fin de saison et réalise alors des matchs pleins, devenant un élément important de l'effectif. Il est également le tireur désigné en club pour les pénaltys, étant un spécialiste de l'exercice. Cependant sa bonne fin de saison est ternie par une bagarre avec le montpelliérain Younès Belhanda qui lui coûtera une suspension jusqu'au terme de celle-ci.

### Eskisehirspor
Libre de tout contrat, il s'envole pour la Turquie où il paraphe un contrat de 3 ans en faveur d'Eskisehirspor Kulübü. Néanmoins, son aventure y tourne court, après n'avoir été payé qu'un mois sur sept, il résilie son contrat en février 2016. Il est mis à l'essai en juillet par le SC Bastia mais celui-ci n'aboutira pas. Proposé, infructueusement, au Red Star et au Sporting Braga, il s'attache les services d'un préparateur physique individuel Frédéric Pfeferberg et travaille dur chaque jour dans l'optique d'un rebond favorable.

### Montpellier HSC
Le 8 octobre 2016, le Montpellier Hérault SC, en quête d'un défenseur central à la suite des blessures de Daniel Congré et William Rémy et à la suspension de Vitorino Hilton, fait appel à ses services et l'engage pour une saison. Il dispute son premier match sous ses nouvelles couleurs face à SM Caen le 15 octobre 2016 en entrant en jeu à la 86e minute de jeu.

## Palmarès

### En clubs
- AS Monaco
  - Champion de France des réserves professionnelles en 2008
  - Finaliste de la Coupe de France en 2010

### En sélection
- RD Congo
  - Coupe d'Afrique des nations :
    - Troisième : 2015.